# میرزا رحیم
میرزا رحیم(چنارس)
 (چنارس)، روستایی از توابع بخش لوداب شهرستان بویراحمد در استان کهگیلویه و بویراحمد ایران است.اهالی این روستا از طایفه ی سادات امامزاده علی (میرزا) می باشند.

## جمعیت
این روستا در دهستان لوداب قرار دارد و براساس سرشماری مرکز آمار ایران در سال ۱۳۸۵، جمعیت آن ۲۳۹ نفر (۵۳خانوار) بوده‌است.